# 波普拉夫卡河
波普拉夫卡河（羅馬化：Popravka）是烏克蘭的河流，位於該國中北部，屬於羅斯河的右支流，發源自奧澤爾納南部，流經基輔州，河道全長25公里，流域面積112平方公里。